# Regiões da América Latina

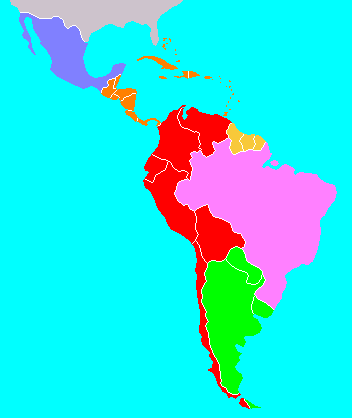
Mapa das regiões latino-americanas

Considerando os elementos dos quadros natural, humano e econômico, é possível distinguir na América Latina várias regiões geográficas, cujos limites nem acompanham as fronteiras dos países. Entretanto para efeitos didáticos, é importante respeitar essas fronteiras ao dividir a América Latina.

## México
Atravessado em sua porção central pelo Trópico de Câncer, o México tem parte de seu território na zona intertropical e parte na zona temperada. Em função de seu relevo, entretanto, predominam climas desérticos e semidesérticos, ao norte, e frios e temperados na regiões mais altas.
O relevo mexicano caracteriza-se principalmente pela elevada cordilheira de Sierra Madre e por extensos planaltos. Na região tropical, em que a América do Norte se afunila e dá início à América Central, o relevo apresenta-se alto como uma gigantesca mesa e pontilhado por inúmeros vulcões. É o planalto do México, que em sua maior parte possui clima temperado úmido, devido a altitude. Circundando as duas cristas da Sierra Madre e o planalto do México, tanto no lado do oceano Pacífico como no do Atlântico, surgem planícies costeiras que se alargam bastante na península de Iucatã (sudeste do país). Em toda essa região, o clima é quente e úmido..
A rede hidrográfica mexicana é modesta, o rio de maior destaque é o Grande, na fronteira com os Estados Unidos. O México apresenta diferentes formações vegetais, que variam em função do clima. Nas regiões desérticas e semiáridas, como o deserto Mexicano, norte do país, predomina uma vegetação xérofila e arbustiva, que recebe o nome de chaparral. Na península de Iucatã e outras áreas do sul, há savanas entremeadas a florestas tropicais, que são mais ricas em espécies nas áreas quentes e úmidas. Nas porções mais altas do relevo, onde o clima é mais ameno, surge a floresta de coníferas.

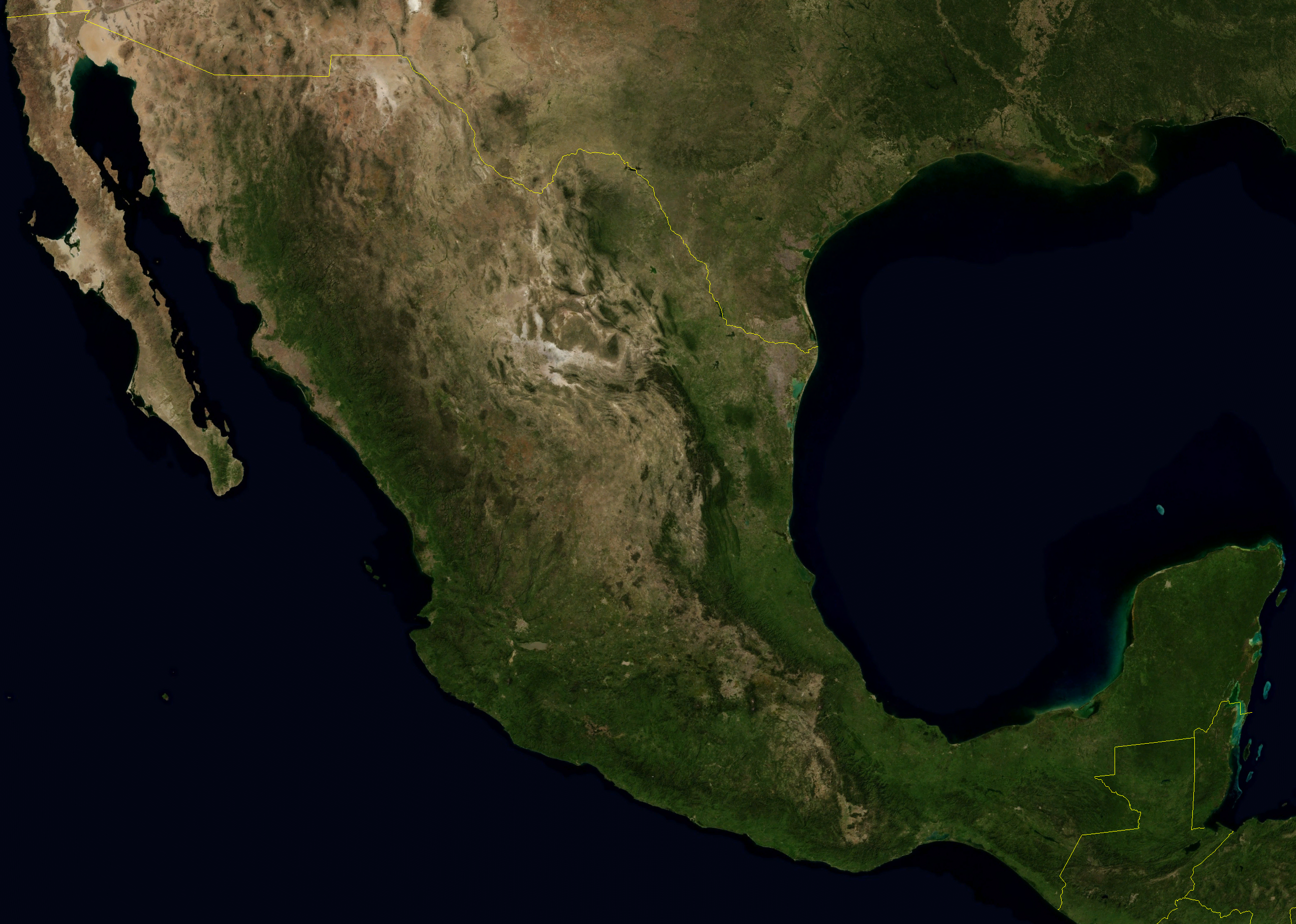
Imagem de satélite do México.

Com cerca de 111 milhões de habitantes, o México possui uma densidade demográfica de 55 habitantes por quilômetro quadrado. Calcula-se que haja entre oito e nove milhões de mexicanos nos Estados Unidos, a maioria vivendo clandestinamente. Cerca de 800 mil mexicanos vivem anualmente nesse país, muitas vezes driblando a fiscalização das fronteiras, o que tem causado tensão entre os dois países e levou à criação de leis de imigração mais severas nos Estados Unidos.
Os estados norte-americanos na fronteira com o México (Califórnia, Arizona, Novo México e Texas), onde a mão-de-obra agrícola é insuficiente, são os mais procurados. Há migrantes que regressam ao México no final da colheita e outros, empregados e subempregados em diversas atividades nos Estados Unidos, habitam as cidades fronteiriças de Tijuana, Mexicali, Ciudad Juárez e Nuevo Laredo e atravessam a fronteira diariamente.
A população mexicana é composta principalmente de mestiços de índios com espanhóis, constituindo 70% do total. Os 30% restantes são, em sua maioria, índios, (maias, zapotecas, mixtecas, nahuas e outros). Os brancos de origem europeia são minoria.
A região metropolitana da Cidade do México é mais populosa da América Latina e a terceira do mundo, com aproximadamente vinte milhões de habitantes (2010 - U.S. Bureau of the Census). Seguem-lhe em tamanho as cidades de Guadalajara e Mérida, uma com quatro milhões de habitantes e outra com dois milhões de pessoas.
Mesmo sendo um país subdesenvolvido, o México possui um setor industrial bastante diversificado. As indústrias mais importantes são a petroquímica e a siderúrgica, beneficiadas pela grande riqueza mineral do território mexicano. O país é o primeiro produtor mundial da prata e tem no petróleo o seu principal de exportação. A agricultura responde por pequena parcela da renda nacional, sendo os principais cultivos feijão e milho, para consumo interno, e algodão, cana-de-açúcar, cacau, tomate, críticos, etc., para exportação.
O turismo também é uma importante fonte de renda, explorando as belezas naturais e o grandioso patrimônio histórico herdado dos astecas e maias. Atualmente, Cancún é o principal centro turístico mexicano.

## América Central e Antilhas

Por estarem localizados próximos ao Equador, os países hispano-americanos apresentam clima quente, amenizado pelos ventos e correntes marítimas. É comum, entretanto a formação de furacões produzidos por ventos que sopram em diferentes direções e se movem em alta velocidade.

Na América Central, identificamos duas regiões: a continental e a insular, formada pelas Antilhas. A parte continental é um istmo entre a América do Norte e a América do Sul, apresentando bastante montanhoso junto ao Pacífico e transformando-se em elevados planaltos no lado do Atlântico. As Antilhas são constituídas por ilhas de várias extensões, que vão desde a península de Iucatã até a costa da Venezuela, no norte da América do Sul.
Os rios que percorrem a região são pequenos, mas dois grandes lagos (Manágua e Nicarágua) destacam-se na paisagem. O clima é tipicamente tropical e nas partes não elevadas do relevo aparecem áreas de florestas emaranhadas do tipo tropical.
A parte continental é ocupada por sete países independentes, enquanto as Antilhas reúnem 13 países independentes, muitos deles com reduzida e pequena população absoluta. Nas Antilhas existem também ilhas que são possessões (britânicas, francesas, holandesas e norte-americanas) e há ainda um país em situação especial, Porto Rico — um estado livre associado aos Estados Unidos, com o qual mantém, na prática, uma relação de dependência econômica.
A região abriga cerca de 78,3 milhões de habitantes, mais da metade das quais nas Antilhas. Cuba é o país mais populoso e os países das Pequenas Antilhas são os que apresentam densidades demográficas mais elevadas, devido principalmente à sua pequena extensão territorial.

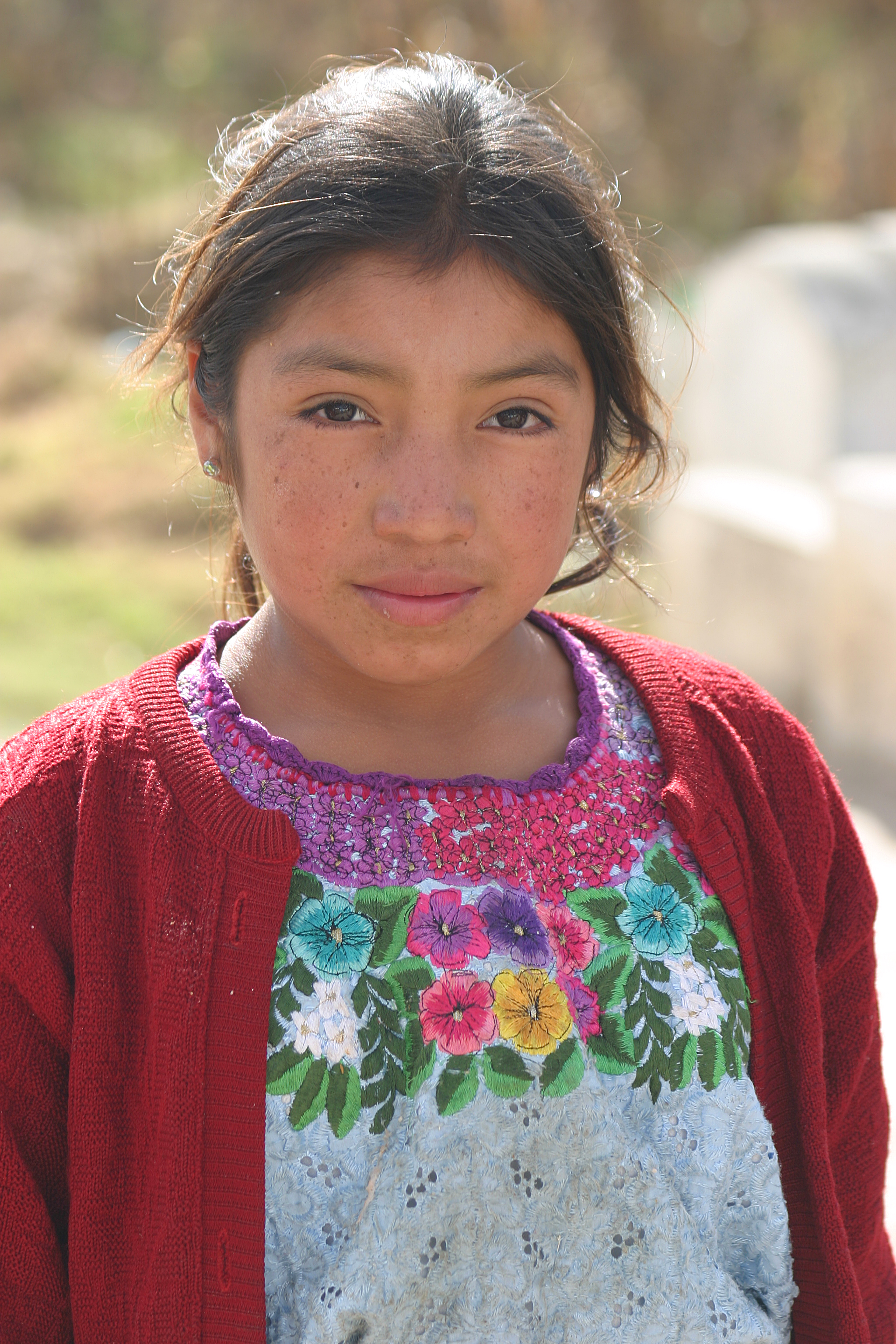
Entre os países do istmo, a Guatemala se destaca por ter sua população composta principalmente por índios e mestiços. Seus traços coloridos são herança da civilização maia. Nas Antilhas, os índios caraíbas foram praticamente extintos. Nos séculos XVI e XVII praticavam escambo com os europeus.

Nos países do istmo, o espanhol é a língua mais utilizada, mas há vários dialetos indígenas falados por minorias. Belize, Honduras e Panamá usam também a língua inglesa. Na composição étnica, predominam os mestiços de índios com europeus (sobretudo espanhóis), sendo El Salvador e Honduras os países que apresentam as maiores taxas de mestiços em sua população total. Na Costa Rica, os brancos de origem europeia são maioria; na Guatemala, predomina a população de origem indígena. Os negros, trazidos da África, são minoria na região, encontrando-se seu maior contingente em Belize, tal como é mostrado no brasão à sinistra do escudo, no centro da sua bandeira.
No arquipélago antilhano é marcante a influência europeia — inglesa, francesa, holandesa e espanhola —, misturada à dos descendentes de escravos negros trazidos da África. O resultado pode ser visto com construções de estilo europeu, muitos mestiços e dialetos derivados de línguas europeias e africana, como o papiamento, mistura de holandês, inglês, espanhol, português e dialetos africanos, e criollo.
Dos antigos habitantes da região — os aruaques, nas Grandes Antilhas, e os caraíbas, nas Pequenas Antilhas —, resta apenas uma minoria caraíba em Dominica. Até hoje os países centro-americanos vivem basicamente da agricultura, cultivando diversos produtos tropicais, como cana-de-açúcar, banana, café, fumo e algodão. A cana-de-açúcar, sobretudo nas Antilhas, destina-se à agroindústria, em geral controlada pelo capital transnacional, que cuida do beneficiamento, armazenamento e exportação da produção. Trindad e Tobago, ao contrário dos demais países das Antilhas, têm sua economia baseada na produção de petróleo.
Boa parte das Antilhas, tem no turismo sua mais importante fonte de recursos, recebendo milhares de visitantes anualmente. Os turistas visitam as Antilhas — ou as caraíbas, como preferem chamar a região — atraídos pelas belas praias, clima quente e preços mais acessíveis das passagens aéreas, diárias de hotel, refeições e passeios, se comparados aos de seus países de origem. Além disso, mercadorias das mais diversas procedências são vendidas nas Antilhas, sem cobrança de impostos (lojas denominadas, em inglês, tax free ou duty free).
Outra importante fonte de renda para as Antilhas é a criação de "paraísos fiscais" ou seja, centros financeiros onde os investidores não pagam impostos sobre as aplicações e operações financeiras e têm, além disso, garantia de sigilo bancário. Muitas vezes, paraísos fiscais — como as Ilhas Cayman, por exemplo — servem para aplicar o dinheiro ganho com atividades ilegais, como desvio de verbas, tráfico de drogas, de armas, etc.
A atividade industrial é pequena na América Central Continental. Destacam-se apenas algumas refinarias de petróleo, instaladas graças à localização geográfica, que facilita o transporte para os Estados Unidos e para a Europa, e indústrias que utilizam matérias-primas agrícolas, como é o caso do rum, bebida produzida a partir da cana-de-açúcar.

## Guianas

Mapa das Guianas na América do Sul.

Duas Guianas são países independentes — a Guiana, com capital em Georgetown, e o Suriname, com capital em Paramaribo — e a terceira delas, a Guiana Francesa, é um departamento de ultramar francês. Sua capital é Caiena.
A maior parte da paisagem das Guianas é dominada pelo planalto das Guianas, que se apresenta como um bloco de terras soerguido como uma grande mesa, cujos pontos mais altos não ultrapassam 3.200 metros. É ocupado pela floresta equatorial e tropical e por trechos esparsos de campos e, por localizar numa área tipicamente tropical, apresenta clima quente e muito úmido. Acompanhando o litoral, aparece uma extensa planície, que abriga a maior parte da população regional. As economias da Guiana e do Suriname baseiam-se na extração de bauxita e outros minérios de alumínio e na agricultura. A cana-de-açúcar, o arroz e as frutas tropicais são as principais culturas.
Apesar de reduzida, a população das três Guianas destaca-se pela sua diversidade étnica e linguística. Há grande número de indianos, negros, mestiços e uma minoria de brancos e chineses. As línguas oficiais são as das antigas metrópoles — inglês (Guiana), neerlandês (Suriname) e francês (Guiana Francesa) —, embora também sejam faladas as línguas dos núcleos imigrantes, além de diversos dialetos indígenas e mestiços.

## América Andina

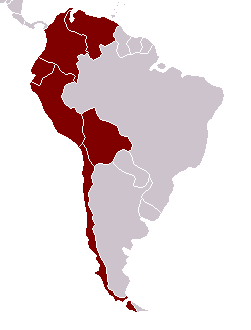
Países andinos

Embora os Andes atinjam também terras da Argentina, costuma-se denominar de América Andina o conjunto formado por Venezuela, Colômbia, Equador, Peru, Bolívia e Chile. Nessa região, que se estende por toda a vertente oeste da América do Sul, junto às águas do oceano Pacífico, destaca-se a cordilheira dos Andes, uma fantástica elevação montanhosa pontilhada por cumes cobertos de neve e muitos vulcões.
Alinhando-se no sentido norte-sul por mais de 6 mil quilômetros, essa cordilheira apresenta três quadros climáticos diferentes: os Andes equatoriais úmidos, recobertos por florestas e savanas, conhecidas por páramos; os Andes tropicais secos, onde aparecem desertos ou estepes conhecidas por punas; e, bem mais ao sul, os Andes glaciais, frios e úmidos, propícios ao desenvolvimento de coníferas.
Os países andinos enfrentam dificuldades naturais impostas pela cordilheira. Os transportes são sempre mais difíceis em áreas montanhosas e a intensidade da erosão prejudica as práticas agrícolas. Mas essas montanhas a vantagem de permitir a um mesmo país diferentes faixas climáticas e, portanto, uma produção agrícola bastante variada.
Além dos Andes, em sua porção oriental, e do planalto das Guianas, ao sul, a paisagem da Venezuela é marcada pela planície do Orinoco. Esta área, de clima equatorial e tropical, quente e úmida, é percorrida pelo rio de mesmo nome e por alguns de seus afluentes e cobertas por extensas savanas, conhecidas por lhanos.
A proporção de índios e mestiços na América Andina é muito grande. Os países com maior contingente indígena são: Bolívia (55%), Peru (46%) e Equador (40%), enquanto Colômbia, Venezuela e Chile são os de maior número de mestiços, que representam, respectivamente, 79%, 67% e 44% de suas populações. O percentual da população de origem europeia, sobretudo espanhola, oscila entre 10% no Equador e 52,7%, no Chile, e os negros, cuja presença é praticamente nula nos países andinos, constituem 10% das populações equatoriana, e venezuelana.
O espanhol é o idioma predominante na América Latina, sendo falado pela quase totalidade da população do Chile, Colômbia, Equador e Venezuela. O quíchua, a língua do antigo império inca, é utilizado por cerca de 40% dos peruanos e bolivianos e por 7% dos equatorianos. No Peru e na Bolívia, além do espanhol e do quíchua é falado também o aimará, língua dos índios andinos desses países.

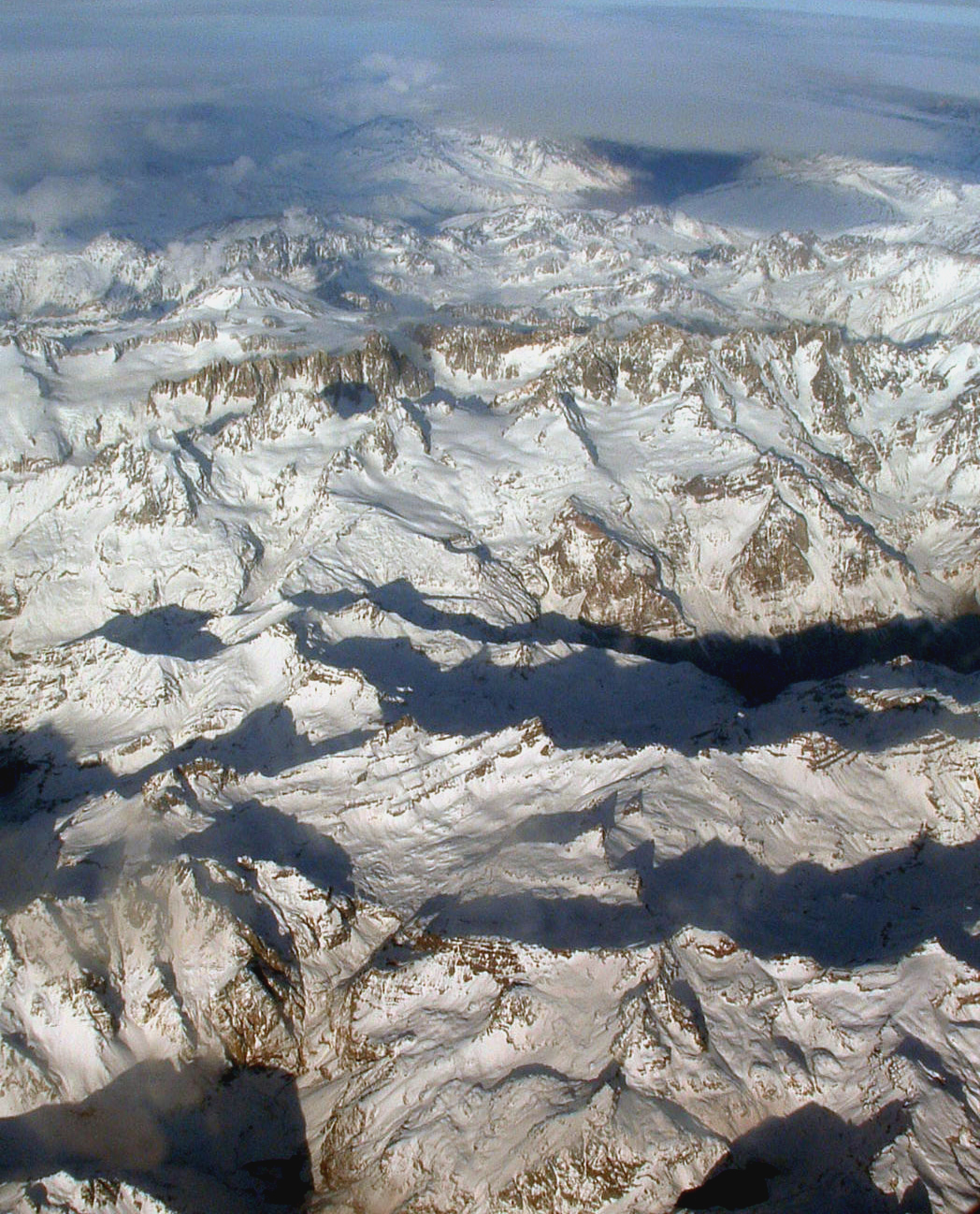
A Cordilheira dos Andes na fronteira do Chile com a Argentina, uma das maiores cadeias de montanhas do mundo.

A maior ou menor integração das populações indígenas com os colonizadores esteve relacionadas aos diferentes estágios de desenvolvimento dessas populações nativas. Desta forma, no Equador, Peru e Bolívia, onde se localizava o império inca, de complexa estrutura social, política e econômica, a miscigenação processou de forma mais lenta. As grandes riquezas nacionais dos países andinos provém das exportações de minérios.
Apesar das grandes riquezas do subsolo, todos os países andinos revelam uma economia subdesenvolvida, com deficiente rede de transportes, insuficiência energética, falta de capital e problemas sociais diversos. A industrialização é ainda incipiente. Os centros fabris de maior importância são Caracas, na Venezuela. Bogotá, Medellín e Cali, na Colômbia; Guayaquil e Quito, no Equador; Lima, no Peru; e Santiago e Concepción, no Chile. Os países da América Andina fundaram em 1969 o Pacto Andino. A organização visava estabelecer um mercado comum entre os países-membros, além de coordenar programas de industrialização. O futuro do Pacto Andino é incerto. O Chile retirou da organização retirou-se da organização em 1977, tal como ocorreu com a Venezuela em 2006. Seus atuais membros são Bolívia, Colômbia, Equador e Peru.
A agricultura é uma atividade econômica importante nos países andinos, embora pouco desenvolvida. Contribuem para o atraso agrícola o sistema de grandes propriedades herdado dos colonizadores espanhóis, a proporção das terras cultivadas e o fato de a produção estar largamente voltada para a exportação de produtos tropicais. Essa última característica colabora para o subdesenvolvimento da América Latina e dependência em relação aos países desenvolvidos, pois as exportações de produtos agrícolas dependem da demanda e da oscilação dos preços no mercado internacional, que é controlado por esses países. Na agricultura comercial para exportação, tem destaque a produção de café, na Colômbia; banana e cacau, no Equador; fibras (sisal e juta), na Colômbia e Equador; e cana-de-açúcar, no Peru. A pecuária é pouco desenvolvida nos Andes, em razão do relevo muito acidentado. Os rebanhos de alpaca e lhama são que melhor adaptam às condições locais.
A pesca marítima é uma atividade importante no Peru e, com menor destaque, no Equador. As espécies de pescado mais importantes são o atum, o bonito, salmão e a anchoveta. A pesca abundante nessa região do Pacífico é favorecida pela corrente de Humboldt. Carregando plâncton, que serve de alimento aos cardumes, essa corrente marítima atrai o peixes para as costas dos países dessa região. Além disso, o encontro da corrente de Humboldt (fria) com a massa de ar quente conhecida como El Niño cria condições de temperatura favoráveis para a desova de peixes.

## América Platina
Essa é a única região, na América Latina, dominada inteiramente por climas subtropicais e temperados. Localiza-se na porção centro-sul da América do Sul, limitada pelos Andes e pelo oceano Atlântico. Compreende a Argentina, o Uruguai e o Paraguai, recebendo o nome de América Platina, por ser banhada, em grande extensão, pelos rios que formam a bacia Platina (Paraná, Paraguai, Uruguai e afluentes).
Os rios da bacia Platina deságuam em uma enseada chamada Rio da Prata. A bacia tem esse nome porque, em 1526, quando o navegador Sebastião Caboto visitava a região, notou que os índios nativos usavam muitos adornos de prata. Como prata em espanhol é plata, a região foi denominada platina.
Os espanhóis abriram muitas mina de prata em suas colônias da bacia Platina. A produção era enviada à Europa pelo porto de Buenos Aires, atual capital da Argentina. O nome desse país tem a mesma origem, derivado de argentum ("prata" em latim).

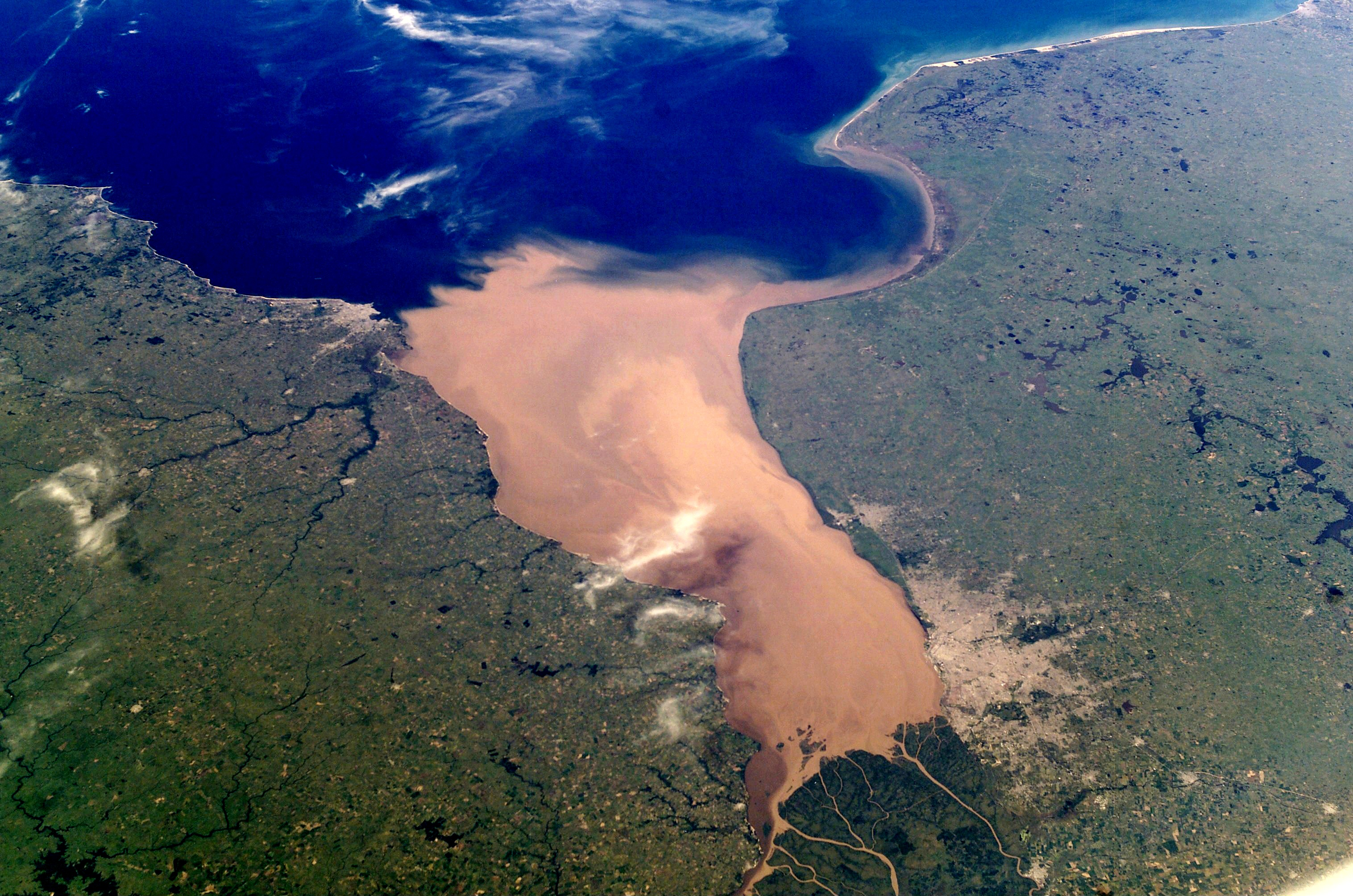
Imagem de satélite do Rio da Prata, a câmera aponta para sudeste. Na margem direita destaca-se Buenos Aires e também a cidade de La Plata; na esquerda, destaca-se Montevidéu, no Uruguai, próximo à desembocadura do Rio Santa Lucía.

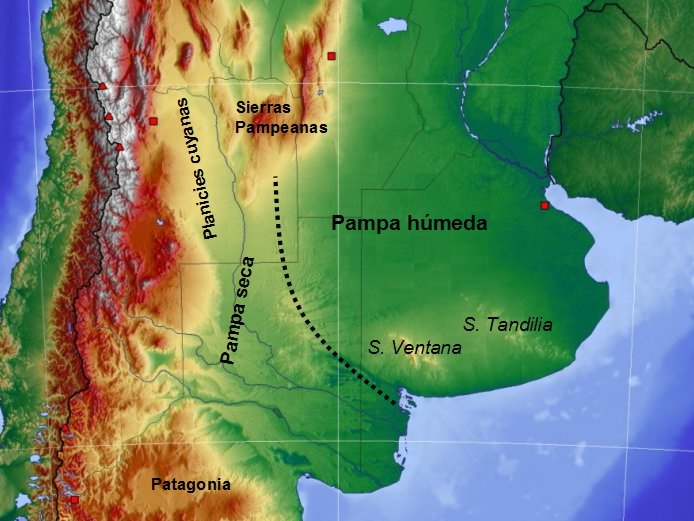
Mapa da região dos pampas.

As grandes planícies constituem o elemento dominante na paisagem, na qual é possível distinguir três regiões: o Chaco, com clima e florestas tropicais; o Pantanal, trecho de planície parcialmente alagado pelo rio Paraguai, coberto por manchas de floresta tropical, campos sujos, campos limpos e um emaranhado vegetal; e o Pampa, com clima temperado úmido em alguns trechos e seco em outros, recoberto com vegetação rasteira.
No sudeste da Argentina localiza-se a Patagônia, que se estende até o extremo sul do continente. Limitada a leste pelo Atlântico e a oeste pela cordilheira dos Andes, divide-se em duas partes: a primeira é caracterizada por um planalto no qual afloram rochas, formando serras; a segunda, é uma estreita faixa montanhosa, conhecida como Andes Patagônicos. Enquanto no planalto a vegetação é estépica, indicando clima frio e seco, nos Andes há uma estreita faixa de floresta fria.
As populações da Argentina e do Uruguai têm características muito semelhantes: a quase totalidade é constituída por descendentes de europeus, sobretudo espanhóis e italianos. Já o Paraguai apresenta características opostas; cerca de 95% da população é constituída de mestiços de brancos de origem espanhola com indígenas (guaranis). O espanhol é a língua falada na Argentina e no Uruguai, enquanto no Paraguai fala-se também o guarani.
As economias argentina e uruguaia baseiam-se na agricultura e na pecuária, desenvolvidas sobretudo na região dos Pampas. A Argentina possui o sexto maior rebanho bovino do mundo, sendo, da mesma forma que o Uruguai, grande exportadora de couro de carne (in natura e industrializada). A criação de ovinos também é desenvolvida nesses países, que são grandes exportadores de lã. Embora o efetivo dos rebanhos seja maior na Argentina, a pecuária tem peso econômico maior no Uruguai, onde a carne e a lã correspondem a três quartos das exportações.
A agricultura é mais desenvolvida na Argentina, que é grande exportadora de cereais — sobretudo trigo e arroz —, além de tabaco, algodão e frutas, como maçãs, pêras, ameixas, pêssegos e uvas, exportadas para os países do hemisfério norte no período de entressafra (inverno) e para outros países sul-americanos, inclusive o Brasil.
Dos países platinos, a Argentina é o mais industrializado, destacando-se as agroindústrias, como frigoríficos, laticínios, lanifícios, indústrias de moagem de cereais, etc. No Uruguai, a atividade industrial também se acha íntimamente ligada à produção agropecuária.
Quanto ao extrativismo mineral, somente a Argentina se sobressai, com sua produção de petróleo, que a torna quase auto-suficiente.
A economia paraguaia é pouco desenvolvida e se baseia na agricultura de subsistência (milho, mandioca, vegetais e cana-de-açúcar), na pecuária extensiva e na silvicultura. O comércio exterior do país está voltado principalmente para a exportação de madeiras, mas também são comercializadas soja, algodão, óleos vegetais e fumo. O país tem procurado intensificar suas relações comerciais com vizinhos platinos e com o Brasil.
A cidade de maior destaque da região é Buenos Aires, uma das maiores da América Latina, mas também merecem menção Montevideo, Rosário, Assunção, Córdoba e La Plata.

## Brasil

Localização do Brasil na América Latina.

O Brasil é estudado em particular não pelo fato de suas características físicas (relevo, hidrografia, clima, vegetação) constituírem uma região geográfica, mas por sua grandeza territorial e populacional (8.514.877 quilômetros quadrados e cerca de 212 milhões de habitantes). Suas terras ocupam quase a metade da América do Sul e sua população corresponde aproximadamente a metade do total sul-americano.
A maior parte do Brasil está situada entre o Equador e o Trópico de Capricórnio, o que faz com que predominem climas quentes e bastante úmidos e existam florestas e savanas. O país possui, na região Nordeste, uma considerável extensão domina por clima semiárido, ocupada por uma vegetação xerófila; no Sul, um trecho de igual extensão dominado pelo clima subtropical, onde o solo era recoberto originalmente pela Mata de Araucária ou por campos limpos.
O povoamento é desigual, enquanto existem áreas praticamente vazias, na Amazônia e no Centro-Oeste, há outras densamente ocupadas, sobretudo nos trechos da região Sudeste mais próximos ao litoral. País de economia emergente, dotado de notáveis recursos agrícolas, pecuários, energéticos e minerais, o Brasil tem grandes contrastes: em alguns trechos comuns a miséria, o subemprego e as práticas agrícolas primitivas; em outros, grandes aglomerados industrais atestam o alto grau de desenvolvimento tecnológico.
Cerca de um terço dos rendimentos brasileiros provém da atividade industrial, merecendo destaque a fabricação de equipamentos elétricos e de comunicações, o processamento de alimentos e a fabricação de veículos.
Pouco mais de 10% da população nacional dedica-se às atividades agrícolas. O país destaca-se mundialmente na exportação de café, laranja, cana-de-açúcar, milho, soja, mandioca, arroz, algodão e cacau.
A grandeza do espaço territorial confere ao Brasil expressiva potencialidade na mineração, com destaque para a produção de ferro, manganês, bauxita, chumbo, ouro, tungstênio, cobre e estanho. O petróleo e o carvão mineral também são encontrados, mas em quantidades insuficientes para atender às necessidades internas.